# Erling Nilsen
Erling Nilsen (ur. 30 grudnia 1910 w Moss, zm. 22 kwietnia 1984 tamże) – norweski bokser, medalista olimpijski i mistrzostw Europy.
Brązowy medalista Igrzyskach Olimpijskich w Berlinie 1936 roku, w kategorii ciężkiej. W walce o 3. miejsce pokonał Ferenca Nagya.
Startując w Mistrzostwach Europy w Mediolanie 1937 roku, zdobył brązowy medal w tej samej wadze.